# Paranerita polyxenoides
Paranerita polyxenoides är en fjärilsart som beskrevs av Rothschild 1909. Paranerita polyxenoides ingår i släktet Paranerita och familjen björnspinnare. Inga underarter finns listade i Catalogue of Life.

## Bildgalleri

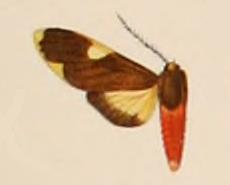